# Ласиогнаты

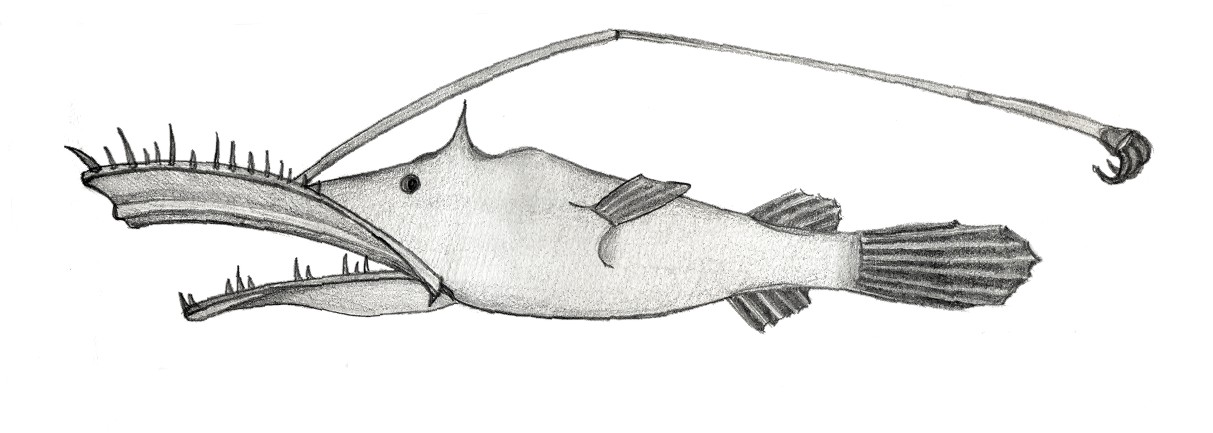
Lasiognathus beebei

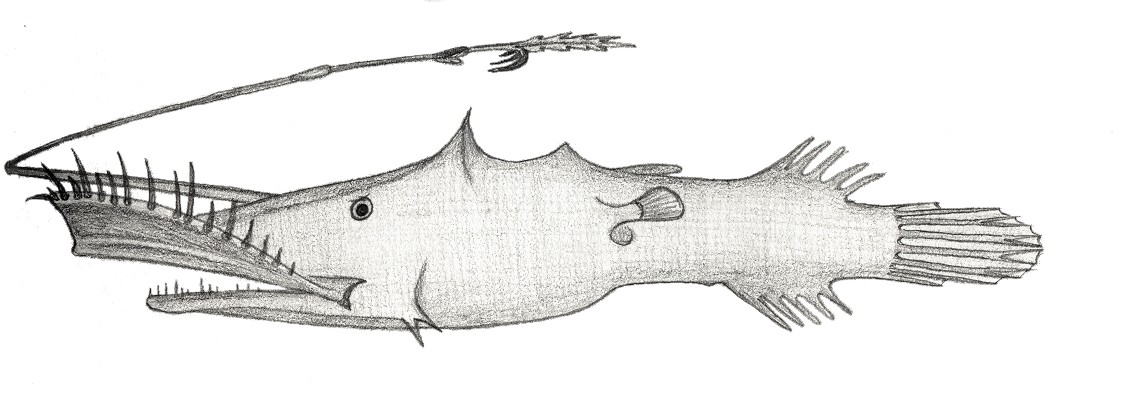
Lasiognathus saccostoma

Ласиогнаты (лат. Lasiognathus) — род глубоководных лучепёрых рыб из семейства тауматихтовых. Насчитывает 5 видов. Ласиогнаты обитают в Атлантическом и Тихом океанах на глубине 4 километра. Об этих рыбах известно крайне мало, до сих пор не было выловлено ни одного самца Lasiognathus.

## Внешний вид
Голова ласиогнатов огромна — она составляет порядка 60 % длины тела. Отличительной чертой ласиогнатов является их иллиций - т.н. «удочка». Она состоит из короткой части — самой удочки — (базальной кости), лески (луча спинного плавника), крючка (больших кожных зубчиков) и эски (приманки из светящихся фотофор). У разных видов ласиогнатов строение и размер иллициума может варьировать от короткой (до середины тела) до длинной (превышает длину тела).

## Классификация
В настоящее время выделяют пять видов:
- Lasiognathus amphirhamphus
- Lasiognathus beebei — ласиогнат Бииба, или крючковидный ласиогнат[2]
- Lasiognathus intermedius
- Lasiognathus saccostoma — большеротый ласиогнат[2]
- Lasiognathus waltoni — ласиогнат Валтона[2]